# 보우트 F-8 크루세이더
보우트 F-8 크루세이더는 미 해군과 미 해병대를 위해 보우트 사가 제작한 단발 엔진, 초음속의 공중 우세 함재기이다. F-8의 첫 시제기는 1955년 2월 준비되었고, 베트남전에서 사용되었다.

## 설계 및 개발
Vought F-8 Crusader는 단일 엔진, 초음속, 항공모함 기반의 함재기였다. 일반적으로 전천후 전투기로 묘사되었지만 초기 생산 항공기에는 총을 위한 거리 측정 레이더만 장착되어 있었기 때문에 적을 향해 안내되는 외부 플랫폼에 전적으로 의존했다. F-8B 이후부터는 항공기에 요격 레이더가 장착되었으며 점점 더 능력 있고 신뢰할 수 있는 레이더 세트가 이후 모델에 제공되었다. 해당 시대의 조종사 훈련은 레이더 사용에 크게 초점을 맞추지 않았으므로 다른 방법보다 작동 효율성이 떨어졌다. 이후 모델에 더 진보된 항공전자장치, 특히 F-8J를 추가하는 것은 상당한 중량 증가뿐만 아니라 의심스러운 효과도 책임이 있다고 종종 비판을 받았다. 조종사들은 종종 이후의 F-8 모델이 초기 항공기만큼 회전하지 않았고 착륙 시도를 중단하는 데 더 큰 어려움을 겪었다고 주장했다. 게다가 열대지방 환경에서는 레이더가 잘 작동하지 않았다고 주장했다.
F-8의 주요 특징은 가변 입사 날개로, 이착륙 시 동체에서 7°만큼 회동함으로써 전방 시야를 손상시키지 않고 더 큰 공격 각도를 달성하고 양력을 증가시켰다. 동시에, 25°씩 늘어뜨린 최첨단 플랩과 30°까지 확장된 기내 플랩으로 항공기의 양력을 높였다. 또한 F-8은 구역 조절 동체, 올무빙 스태빌레이터, 요의 안정성 향상을 위한 날개 접힘에 대한 도그 투스노칭, 기체 전체에 티타늄을 자유롭게 사용하는 등 현대의 공기역학적 혁신을 활용했다. 이 항공기는 애프터버너가 장착된 프랫 앤 휘트니 J57 터보젯 엔진 하나로 동력을 공급받았다. 초기 F8U-1 생산 항공기에서 이 애프터버너는 엔진의 추력을 10,200lb에서 16,000lb로 늘렸지만, 이후 엔진과 달리 중간 추력 설정이 없었다.
F-8의 무장은 주로 4개의 20mm(.79인치) 기관포로 구성되어 있다. F-8은 32개의 무유도 Mk 4/Mk 40 접이식 공중로켓(마이티 마우스 FFAR)과 2개의 유도 AIM-9 사이드와인더 공대공 미사일을 위한 치크 파일론(cheek pylon)으로 구성되어 있다. 실제로 사이드와인더 미사일은 F-8의 주요 무기였으며 20mm 포는 "일반적으로 신뢰할 수 없다"고 여겨졌으며 F-8은 사이드와인더를 사용하여 거의 모든 살상을 달성했다. 만약 미 해군이 더 엄격하고 현실적인 무기 실험을 의무화했다면 포의 신뢰성은 상당히 향상될 수 있었을 것이다.

## 실전사례

### 쿠바 위기
무장하지 않은 RF-8A는 저고도 정밀 사진 촬영에 능했으며, 이는 해군의 VFP-62, VFP-63 비행대대와 해병대의 VMCJ-2의 분견대로 항공모함 배치로 이어졌다. 1962년 10월 23일 쿠바 미사일 위기 동안 시작된 RF-8A는 F-8의 첫 실전 비행인 쿠바 상공에서 극도로 위험한 저고도 사진 정찰 임무를 수행했다. RF-8A의 두 척의 비행은 매일 두 번 키웨스트를 떠나 저고도로 쿠바 상공을 비행한 다음, 필름을 싣고 개발한 잭슨빌로 돌아와 북쪽으로 국방부로 급히 이송되었다.
이 비행들은 소련이 쿠바에 중거리 탄도 미사일 (MRBM)을 설치하고 있다는 것을 확인시켜주었다. RF-8A는 또한 소련의 미사일 철수를 감시했다. 각각의 상공 비행 후, 비행기는 죽은 닭의 스텐실을 받았다. 상공 비행은 약 6주 동안 계속되었고 총 16만장의 이미지를 반환했다. VFP-62와 VMCJ-2는 명망 있는 미 해군 부대 표창을 받았고, 임무를 수행한 조종사들은 우수한 비행 십자 훈장을 받았다.

### 월남전
1965년 4월 3일, 북베트남 상공에서 분쟁이 일어났을 때, 미그-17과 처음으로 교전을 벌인 것은 USS 행콕의 미 해군 십자군이었다. 미그는 F-8을 격추했다고 주장했고, 팜 응옥 란 중위의 총기 카메라는 그의 기관포가 F-8 화염을 일으켰다고 밝혔으나, 스펜스 토마스 중위는 손상된 F-8을 다낭 공군기지에 착륙시켰고, 나머지 F-8은 그들의 항공모함으로 안전하게 돌아갔다. F-8은 그 후 몇 년 동안 비교적 민첩한 북베트남 미그와 반복적으로 마주쳤지만, F-8은 레이더 탐지를 통해 첫 접촉을 한 적이 없었다. 대신, F-8 조종사들은 적을 발견하고 유리한 사격 위치로 안내받기 위해 지상 통제 요격 컨트롤러에 의존했다. 일반적인 주간 임무는 한 쌍의 F-8을 사용하여 수행되는데, 한 명의 조종사는 레이더와 항법 기능에 집중하고 다른 조종사는 눈으로 하늘을 탐색했다. 지상 관제사는 적의 항공기를 탐지하기 위해 자신들의 레이더에 의존하지 않고 뒤에서 속도로 접근하는 미그를 향해 경고하고 지시했다. 미국의 지대공 미사일(SAM)의 존재는 보통 미그가 더 낮은 고도에서 비행하도록 만들었고, 여기서 F-8은 더 기동성이 뛰어나 이점이 있을 것이다.
미국 해군은 공군에서의 "야간 전투기" 역할을 AIM-7 스패로우와 같은 미사일을 유일한 공대공 무기로 장거리에서 다가오는 폭격기와 교전할 수 있는 전천후 요격기인 F-4 팬텀 II로 진화시켰으며, 그들의 설계에서 기동성은 강조되지 않았다. 일부 전문가들은 공대공 미사일이 도그 파이팅에 참여하기에 충분히 가까이 가기 훨씬 전에 적들을 쓰러뜨릴 것이기 때문에 도그 파이팅의 시대는 끝났다고 믿었다. 1965년부터 1968년까지 북베트남 상공에서 공중 전투가 계속되면서, 도그 파이팅이 끝나지 않았다는 것이 분명해졌다. 1968년 8월 1일, USN F-8과 VPAF MiG-21 사이의 공중 전투에서 에이스 전투기 조종사 응우옌 홍 니(Nguyen Hong Nhi)는 F-8 한 쌍을 향해 R-3S AAM 한 쌍을 발사했고, 두 번째 R-3S는 F-8 격추를 주장하며 성공적인 타격을 입었고, 다른 F-8과의 짧은 도그파이팅이후, 또 다른 F-8 한 쌍이 싸움에 뛰어들어 응우옌 홍 니(Nguyen Hong Nhi)에게 사이드와인더 AAM 두 대를 발사하여 공격을 받은 후, 그의 부상당한 MiG-21에서 안전하게 탈출했다. 에이스 전투기 조종사 응우옌의 격추는 VF-51의 F-8H 조종사 맥코이(McCoy) 중위 USS 본 옴므 리차드(Bon Homme Richard)의 공으로 인정되었다.
분쟁이 진행됨에 따라 북베트남은 F-8에 대해 더 유능한 적수임이 입증된 미그-21을 받았지만, 여전히 좋은 팀워크와 미그-21의 약점을 이용하여 효과적임이 입증되었다. 1968년 11월 롤링 썬더 작전이 종료된 후, 미국 항공기들은 미그와 마주칠 것으로 예상되는 영공에서의 비행을 멈추었고 따라서 공중 교전이 발생할 기회가 더 적어졌다. 따라서, 크루세이더는 배에 기반을 둔 미국 해군 부대와 육지에 기반을 둔 미 해병대 편대가 북베트남과 남베트남 모두에서 공산군을 공격하면서 "폭탄 트럭"으로 점점 더 많이 사용되고 있다. 미 해병대의 크루세이더는 주로 근접 항공 지원과 차단 임무를 수행하는 남쪽에서만 비행했다. 1972년 12월의 라인백 2 작전 동안 수많은 해군 F-8이 공중 우위 임무를 수행하도록 배정되었지만, 이것들은 대부분 반대가 없었다. 분쟁의 이 시점까지 미그와의 실제 전투는 드물었다.
네이비 크루세이더는 에섹스급 소형 항공모함에서만 비행했다.
"최후의 전투기"라는 별명에도 불구하고, F-8은 기관포로 단지 4번의 승리를 거두었고, 나머지는 사이드와인더 미사일로 달성되었는데, 이는 부분적으로 20mm(.79인치) 콜트 Mk 12 기관포가 고속 도그파이팅 훈련 동안 G-로딩에 걸리는 경향 때문이었다. 1966년 6월부터 7월까지 북베트남과의 12번의 교전 동안, 크루세이더는 4대의 미그-17을 2번의 패배로 주장했다. 크루세이더 조종사들은 베트남 전쟁에서 미국의 모든 유형 중 최고의 사망률인 19:3을 주장했다. 공중 전투 중 주장된 19대의 항공기 중 16대는 미그-17이었고, 3대는 미그-21이었다. VPAF 조종사들이 미그가 격추시킨 11대의 F-8을 주장한 반면, 미국의 공식적인 소식통에 따르면, 1966년 동안 미그-17의 상대편의 기관포 사격으로 F-8이 단 3대만 공중 전투에서 손실되었다고 한다. 총 170대의 F-8은 전쟁 중에 모든 원인 – 주로 지상 화재와 사고 – 로 손실될 것이다.

## 제원
- 승무원: 1명
- 전장: 16.53m
- 전폭: 10.87m
- 전고: 4.80m
- 주익면적: 34.8 m²
- 공허중량: 7,956kg
- 전비중량: 13,000kg
- 최대속도: 마하 1.86 (시속 1,975km/h, 고도 11,000m)
- 순항속도: 915km/h, 마하 0.747
- 전투행동반경: 730km
- 항속거리: 외부 연료탱크 장착시 편도 2,795km
- 무장: AIM-9 사이드와인더 공대공미사일 x 2, 20mm 콜트(Colt) Mk.12 기관포 x 4

## 같이 보기
- A-7 콜세어 II
- 그러먼 F-11 타이거
- 노스아메리칸 F-100 슈퍼세이버